# 1481
1481（千四百八十一、せんよんひゃくはちじゅういち）は、自然数および整数において、1480の次で1482の前の数である。

## 性質
- 1481は234番目の素数であり、1つ前は1471、次は1483。
  - 約数の和は1482。
- 1481と1483は49番目の双子素数である。1つ前は (1451, 1453)、次は (1487, 1489)。(オンライン整数列大辞典の数列 A001359)
- (1481, 1483, 1487, 1489) は6番目の四つ子素数である。1つ前は (821, 823, 827, 829)、次は (1871, 1873, 1877, 1879)。(オンライン整数列大辞典の数列 A007530)
- (1481, 1483, 1487, 1489, 1493) は4番目の五つ子素数である。1つ前は (101, 103, 107, 109, 113)、次は (16061, 16063, 16067, 16069, 16073)。(オンライン整数列大辞典の数列 A022006)
- 49番目のソフィー・ジェルマン素数である。1つ前は1451、次は1499。
  - 四つ子素数の先頭の素数がソフィー・ジェルマン素数になる5番目の素数である。1つ前は191、次は13001。
  - n = 1481 のとき n , 2n + 1, 4n + 3 が素数になる15番目の数である。1つ前は1451、次は1511。(オンライン整数列大辞典の数列 A007700)
1481 × 2 + 1 = 2963, 1481 × 4 + 3 = 5927
- 114番目の 4n + 1 型の素数であり、この類の素数は 
x 2 + y 2と表せるが、1481 = 162 + 352である。1つ前は1453、次は1489。
- 1481 = 382 + 38 − 1 = 392 − 39 − 1
  - n = 38 のときの n 2 + n − 1 の値とみたとき1つ前は1405、次は1559。(オンライン整数列大辞典の数列 A028387)
  - この形の22番目の素数である。1つ前は1259、次は1559。(オンライン整数列大辞典の数列 A002327)
- 各位の和が14になる114番目の数である。1つ前は1472、次は1490。
  - 各位の和が14になる数で素数になる26番目の数である。1つ前は1427、次は1553。(オンライン整数列大辞典の数列 A106756)

## その他 1481 に関連すること
- 西暦1481年